# DN1F
DN1F este un drum național din România care leagă orașele Cluj-Napoca, Zalău și Carei, terminându-se la Urziceni, la granița cu Ungaria.